# Erhard Hausendorff

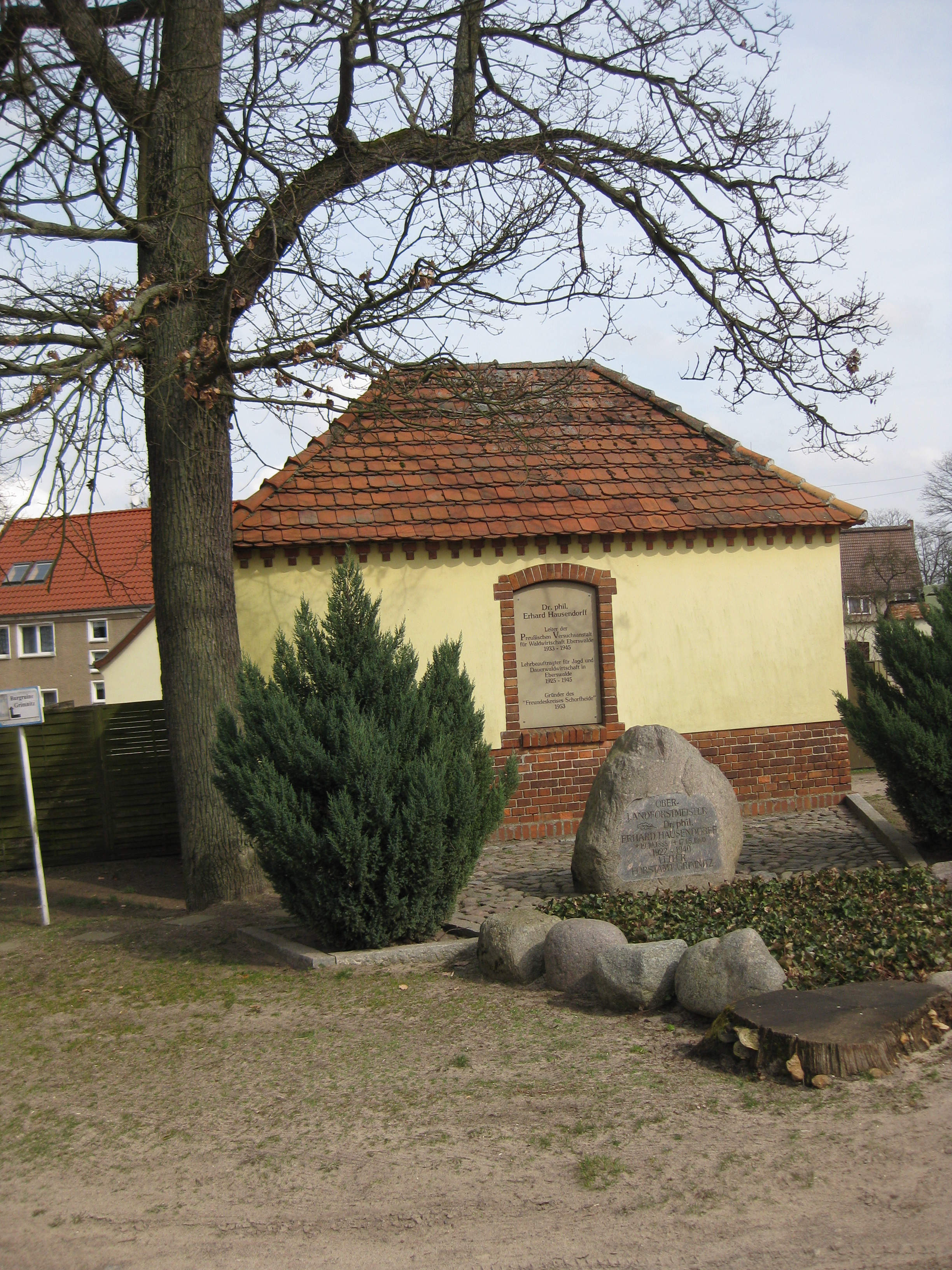
Erinnerungsstätte an Hausendorff in (Alt-)Grimnitz

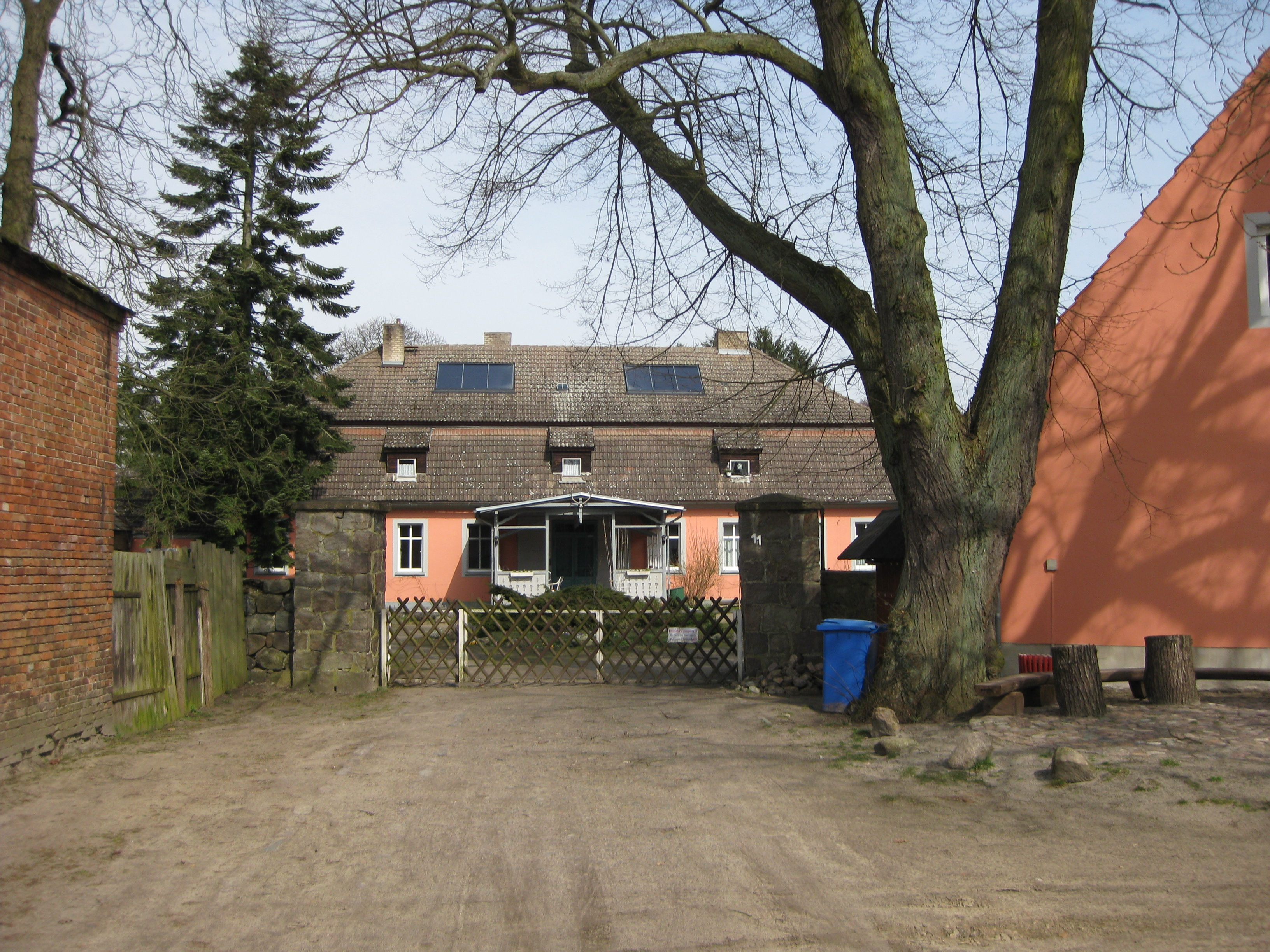
Ehemaliges Forstamt Grimnitz, heute Sitz der Kommunität Grimnitz

Erhard Hausendorff (* 19. Oktober 1888 in Berlin; † 17. Mai 1960 in Hamburg) war ein deutscher Forstwissenschaftler und preußischer Oberlandforstmeister, der besondere Verdienste um die Sicherung und den Waldumbau der Schorfheide erwarb.

## Leben
Hausendorff, vom Vater her forstlich vorbelastet, studierte Botanik und Forstwissenschaft an der Königlich Preußischen Forstakademie Hannoversch Münden, an der Forstakademie Eberswalde und in München. Er promovierte in Berlin bei Gottlieb Haberlandt zum Dr. phil. und wurde im preußischen Staatsdienst Leiter des traditionsreichen Forstamtes Grimnitz in der Schorfheide, das schon an die Tradition der brandenburgischen Heidereiter der brandenburgischen Kurfürsten anknüpft. Diese hatten in Grimitz seit dem Mittelalter ein Jagdschloss unterhalten, von dem nur noch die Burgruine Grimnitz erhalten ist. Balduin von Hövel war als Vorgänger Hausendorffs in Grimnitz Erster Jagdführer von Kaiser Wilhelm II. bis zu dessen Abdankung gewesen. Das Forstamt Grimnitz leitete Hausendorff bis 1940.
Gemeinsam mit seinem Lehrer Alfred Möller prägte er den Begriff des Dauerwaldes als moderner forstlicher Wirtschaftsform. Von 1925 bis 1945 war Hausendorff Lehrbeauftragter für Jagdkunde an der Hochschule in Eberswalde. Sein besonderes Interesse galt der Hege der Schorfheide-Hirsche und der Waldschnepfe. Er wurde 1934 zum Oberlandesforstmeister befördert und übernahm die Leitung der Versuchsanstalt für Waldwirtschaft, die ihren Sitz nach 1945 nach Reinbek an den Sachsenwald verlegte und in der Bundesforschungsanstalt für Forst- und Holzwirtschaft aufging. 1948 musste Hausendorff aus gesundheitlichen Gründen um die Versetzung in den Ruhestand bitten.

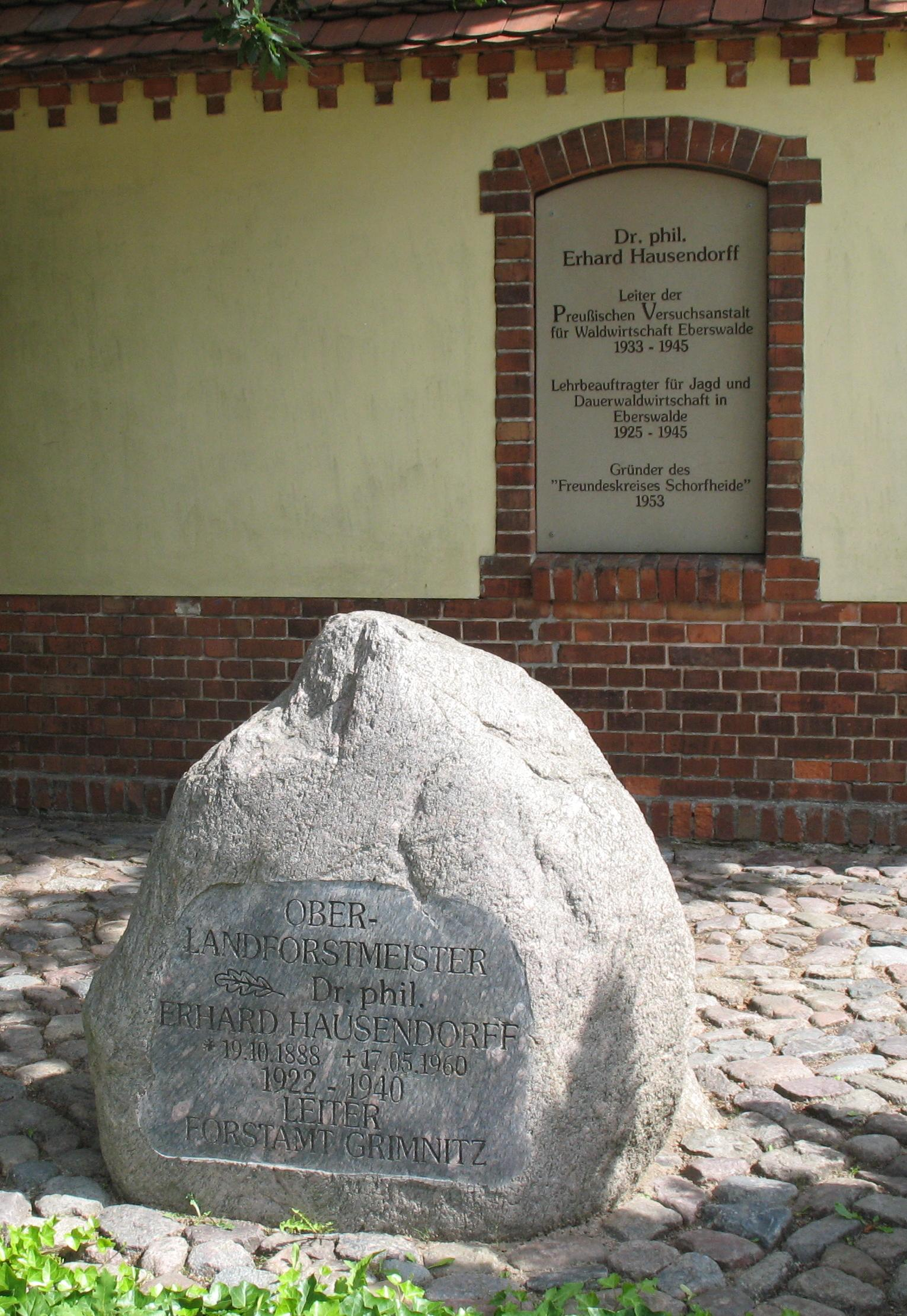
Gedenkstein und -tafel nahe der Burgruine Grimnitz

1953 war er Gründer des „Freundeskreises Schorfheide“.